# 小行星3536
小行星3536（英語：3536 Schleicher）是一颗围绕太阳公转的小行星。1981年3月2日，舒爾特·巴斯在赛丁泉山发现了此天体。
这颗小行星的绝对星等为113.899401129065等。